# Asteroide tipo Q

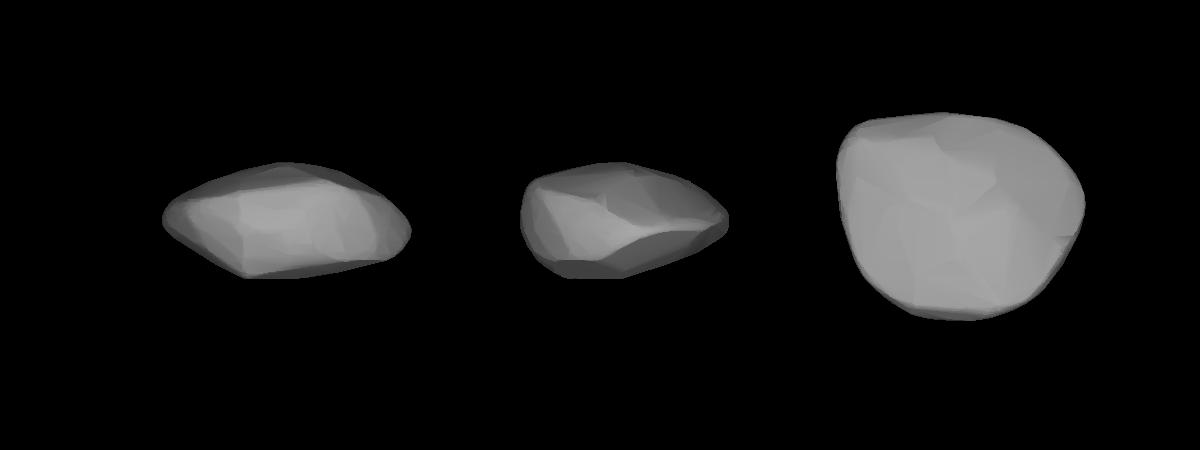
Um modelo tridimensional de 1862 Apollo com base na sua curva de luz, um asteroide tipo Q.

Asteroides tipo Q são asteroides relativamente raros no cinturão de asteroides interno. O seu espectro é caracterizado por um sinal largo e forte da olivina e piroxênio de 1 µm e um declive espectral indicando a presença de metais. O seu espectro mostra absorção nas linhas acima e abaixo de 0,7 mm, e o espectro desses corpos é geralmente intermediário entre os asteroides dos tipos V e S.
Os espectros dos asteroides tipo Q são mais próximos aos dos meteoritos condrito ordinário (tipo H, L e LL) do que todos os outros tipos de asteroides. Isso levou os astrônomos a especular que estes asteroides são relativamente abundantes, mas apenas alguns foram identificados. Exemplos de asteroides tipo Q são: 1862 Apollo e 2063 Bacchus, bem como (152560) 1991 BN e (219071) 1997 US9.